# Gonolobus saraguranus
Gonolobus saraguranus là một loài thực vật thuộc họ Apocynaceae. Đây là loài đặc hữu của Ecuador. Chúng hiện đang bị đe dọa vì mất môi trường sống.